# Сан Ђовани (Вибо Валенција)
Сан Ђовани је насеље у Италији у округу Вибо Валенција, региону Калабрија.
Према процени из 2011. у насељу је живело 870 становника. Насеље се налази на надморској висини од 265 м.